# Andy Allo
Andy Allo (Bamenda; 13 de enero de 1989) es una cantautora y actriz camerunesa nacionalizada estadounidense, reconocida por su participación en la serie de televisión The Game, en el talk show Attack of the Show!, en la serie de Prime Upload y como música invitada en Jimmy Kimmel Live! Allo ha publicado hasta la fecha cinco álbumes, Unfresh, Superconductor, Hello (financiado a través de la plataforma PledgeMusic), Oui Can Luv y One Step Closer.También participó en la serie Chicago Fire.

## Primeros años y educación
Nacida en Bamenda, Camerún, Allo empezó a demostrar interés musical a una temprana edad; su madre le enseñó a tocar el piano a los siete años. Allo cuenta con nacionalidad estadounidense y se mudó con su hermana Suzanne a Sacramento en el año 2000. Su madre californiana Sue se vio obligada a regresar después de sufrir el síndrome de fatiga crónica.

## Carrera
En 2008 realizó su primera presentación musical en Sacramento. En 2009, publicó su primer álbum de manera independiente, UnFresh, una colección de doce canciones originales. El primer sencillo del disco, "Dreamland", cuenta con la colaboración del rapero Blu.
Pronto recibió una oferta para integrar la agrupación del reconocido músico estadounidense Prince, The New Power Generation, en 2011. Allo empezó a componer música con Prince mientras se desarrollaba su primera gira con la banda, registrando colaboraciones en tres canciones, "Superconductor", "The Calm" y "Long Gone", la cual fue incluida en el disco de Allo Superconductor.
Superconductor fue publicado el 20 de noviembre de 2012, debutando en la primera posición de la lista R&B de Amazon.com. El álbum registra colaboraciones de Maceo Parker y Trombone Shorty.
En octubre de 2014 publicó el sencillo "Tongue Tied". Hello vio la luz en abril de 2015, siendo financiado a través de la plataforma PledgeMusic. El mismo año Allo colaboró de nuevo con Prince en un disco de versiones titulado Oui Can Luv.
En 2017 apareció en la película Pitch Perfect 3 interpretando el papel de Serenity, miembro de una banda llamada Evermoist, junto con Ruby Rose.

## Discografía

### Álbumes
- UnFresh (2009)
- Superconductor (2012)
- Hello (2015)
- Oui Can Luv (2015)
- One Step Closer (2017)

## Filmografía

### Cine
| Año  | Título          | Papel    | Notas |
| ---- | --------------- | -------- | ----- |
| 2017 | Pitch Perfect 3 | Serenity |       |
| 2023 | Assassin        | Mali     |       |

### Televisión
| Año           | Título          | Papel        | Notas                                                                |
| ------------- | --------------- | ------------ | -------------------------------------------------------------------- |
| 2018          | Black Lightning | Zoe B.       | Episodio: "The Book of Consequences: Chapter Two: Black Jesus Blues" |
| 2020          | Chicago Fire    | Wendy Seager | Recurrente                                                           |
| 2020-presente | Upload          | Nora Antony  | Elenco principal                                                     |